# David Helliwell
David Leedom Helliwell (* 26. Juli 1935 in Vancouver; † 1993) war ein kanadischer Ruderer, der 1956 eine olympische Silbermedaille gewann.
David Helliwell von der University of British Columbia gehörte zum kanadischen Achter, der in der Besetzung Philip Kueber, Richard McClure, Robert Wilson, David Helliwell, Donald Pretty, William McKerlich, Douglas McDonald, Lawrence West und Steuermann Carlton Ogawa bei den Olympischen Spielen 1956 in Melbourne antrat. Im Vorlauf belegten die Kanadier den zweiten Platz hinter den Australiern, im Halbfinale siegten die Kanadier vor den Schweden. Das Finale gewann der Achter aus den Vereinigten Staaten mit etwa zwei Sekunden Vorsprung auf die Kanadier, die Australier lagen als Dritte weitere zwei Sekunden zurück.
Bei den British Empire and Commonwealth Games 1958 in Cardiff siegte im Vierer mit Steuermann das englische Boot vor dem kanadischen Vierer mit Donald Arnold, David Helliwell, Walter D’Hondt, Lawrence Stapleton und Steuermann Sohen Biln.
David Helliwell schloss sein Studium 1959 ab und arbeitete dann in einer Investmentfirma.